# كيفن غيتس
كيفن غيتس (بالإنجليزية: Kevin Gates) هو مغني أمريكي مسلم، ولد في 5 فبراير 1986 في نيو أورلينز في الولايات المتحدة.

## وصلات خارجية
- الموقع الرسمي
- كيفن غيتس على موقع IMDb (الإنجليزية)
- كيفن غيتس على موقع ميوزك برينز (الإنجليزية)
- كيفن غيتس على موقع أول ميوزيك (الإنجليزية)
- كيفن غيتس على موقع ديسكوغز (الإنجليزية)